# Brezno (distrikt)
 Ikke at forveksle med Brezno.
Brezno Distrikt (okres Brezno) er et distrik i regionen Banská Bystrica i det centrale Slovakiet. Den blev etableret i 1923 og den nuværende afgrænsning er fra 1996.

## Kommuner
- Bacúch
- Beňuš
- Braväcovo
- Brezno
- Bystrá
- Čierny Balog
- Dolná Lehota
- Drábsko
- Heľpa
- Horná Lehota
- Hronec
- Jarabá
- Jasenie
- Lom nad Rimavicou
- Michalová
- Mýto pod Ďumbierom
- Nemecká
- Osrblie
- Podbrezová
- Pohorelá
- Pohronská Polhora
- Polomka
- Predajná
- Ráztoka
- Sihla
- Šumiac
- Telgárt
- Valaská
- Vaľkovňa
- Závadka nad Hronom